# Ik (langue)
Pour les articles homonymes, voir IK.
L'ik (appelée aussi icetot, teuso, teuth, ngulak) est une langue nilo-saharienne parlée par environ 10 000 Iks, dans le nord de l'Ouganda.

## Histoire
L'ik est une langue parlée par des chasseurs-cueilleurs semi-nomades. Jusqu'à la Seconde Guerre mondiale, ils se déplaçaient dans la vallée du Kidepo. Ils furent déplacés lors de la création du parc national d'Ouganda.

## Répartition géographique
L'ik est parlé dans les montagnes de l'extrême nord de la région Karamoja, au nord-est de l'Ouganda.

## Classification
L'ik est une des trois langues kuliak qui font partie de la famille nilo-saharienne. La position exacte de ces langues dans cette famille est controversée.

## Écriture
| a | b | ɓ | c | d | ɗ | dz | e/ɛ | f | g | h | i/ɨ | j | ʝ | k | ƙ | l | m | n | ɲ | ŋ | o/ɔ | p | r | s | t | ts | tsʼ | u/ʉ | w | x | y | z | (ʒ) |

## Exemples
Voir Ik Language Report Assessment.
| Mot             | Traduction | Prononciation standard |
| --------------- | ---------- | ---------------------- |
| terre           |            |                        |
| ciel            |            | ḡidók                  |
| eau             |            |                        |
| feu             |            | ts'aɗ ̚                 |
| homme           |            | èàkw                   |
| femme           |            | cçēk                   |
| manger          |            |                        |
| boire           |            |                        |
| grand           |            |                        |
| petit           |            |                        |
| nuit (temporel) |            | mūkú                   |
| jour (temporel) |            | ódò                    |